# Andrena cephalota
Andrena cephalota är en biart som beskrevs av Xu 1994. Andrena cephalota ingår i släktet sandbin, och familjen grävbin. Inga underarter finns listade i Catalogue of Life.